# Clovia permaculata
Clovia permaculata är en insektsart som först beskrevs av Jacobi 1921.  Clovia permaculata ingår i släktet Clovia och familjen spottstritar. Inga underarter finns listade i Catalogue of Life.